# Station Padalarang
Station Padalarang is een spoorwegstation in Padalarang, in de Indonesische provincie West-Java.
De firma De Vries Robbé uit Gorinchem leverde in 1903 de 'ijzerwerken met toebehoren voor de perronoverdekking' aldus De nieuwe courant d.d. 23-04-1903.

## Bestemmingen
Intercity treinen:
- Serayu  naar Station Pasar Senen en Station Purwokerto
- Ciremai Express naar Station Cirebon en Station Bandung

Forenzen treinen:
- Simandra  naar Station Purwakarta en Station Cibatu
- Lokal Bandung Raya  naar Station Cicalengka